# الساكن الجديد

تعديل مصدري - تعديل

الساكن الجديد هي إحدى قرى عزلة القارة بمديرية رصد التابعة لمحافظة أبين، بلغ تعداد سكانها 61 نسمة حسب تعداد اليمن لعام 2004.